# Kanał Piastowski
Kanał Piastowski – kanał wodny o długości 8 km i głębokości 12,5 metrów, będący częścią toru wodnego Świnoujście–Szczecin; przebiega przez południową część Świnoujścia między Świną a Zalewem Szczecińskim.
Kanał różni się od brzegów Świny znacznym nachyleniem zboczy i w związku z tym niewiele jest roślinności brzegowej w ich obrębie.

## Historia
Przekopany w południowo-wschodniej części wyspy Uznam w latach 1874–1880 w celu usprawnienia żeglugi pomiędzy  Szczecinem a Morzem Bałtyckim. Po jego wykonaniu doszło do powstania wyspy Karsibór, która dotychczas była półwyspem wyspy Uznam.
Do 1945 roku stosowano niemiecką nazwę Kaiserfahrt (dosł. tłumaczenie Cesarski Przejazd (Kanał Cesarski)). W 1949 roku ustalono urzędowo ahistoryczną polską nazwę Kanał Piastowski.

## Falochrony
Falochrony bramy torowej Kanału Piastowskiego znajdują się w południowej stronie wyspy Karsibór, po obu stronach Kanału Piastowskiego. Wschodni falochron mierzy 430 m, zachodni 550 m.
Obie budowle zastąpiły stare, zniszczone falochrony z początku XX wieku.
W 2015 roku Urząd Morski w Szczecinie zakończył kompleksową modernizację umocnień brzegowych Kanału Piastowskiego

## Zdjęcia

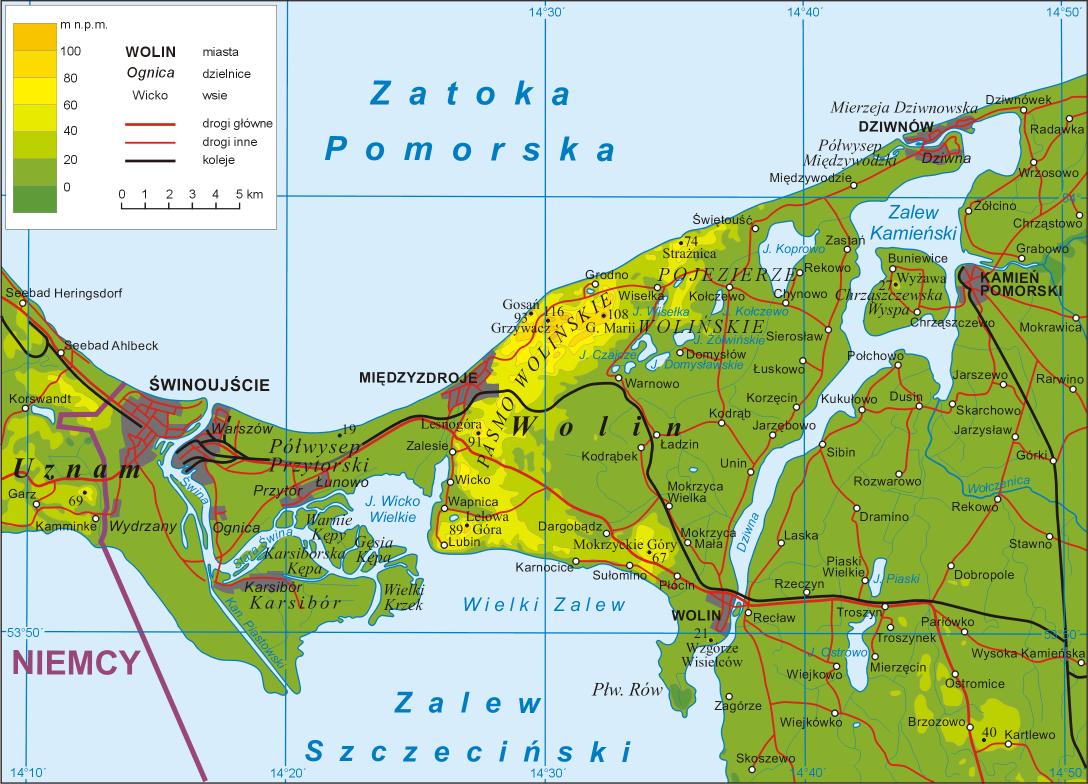
Mapa wyspy Wolin z zaznaczonym Kanałem Piastowskim
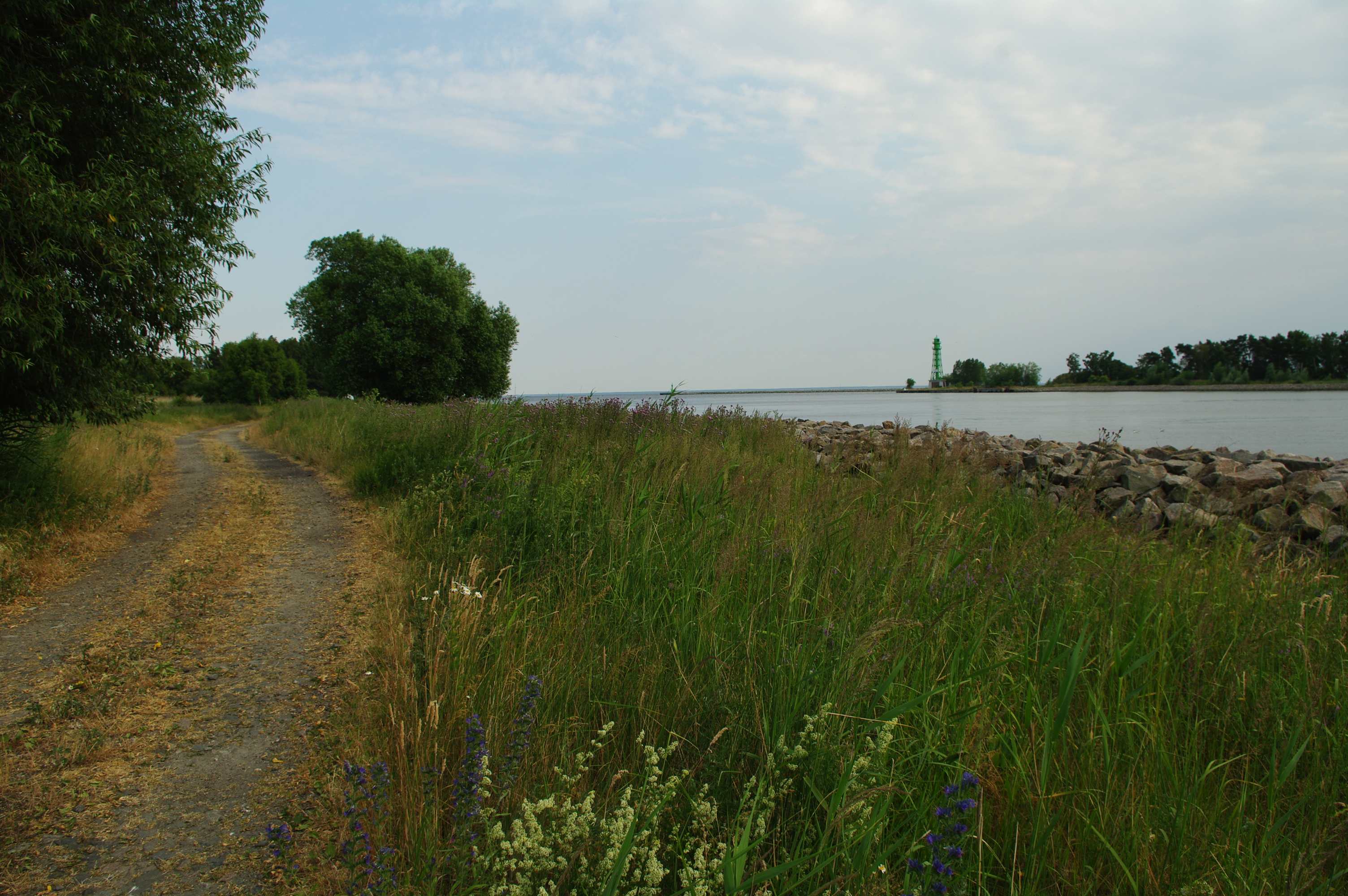
Kanał Piastowski widziany z wyspy Karsibór
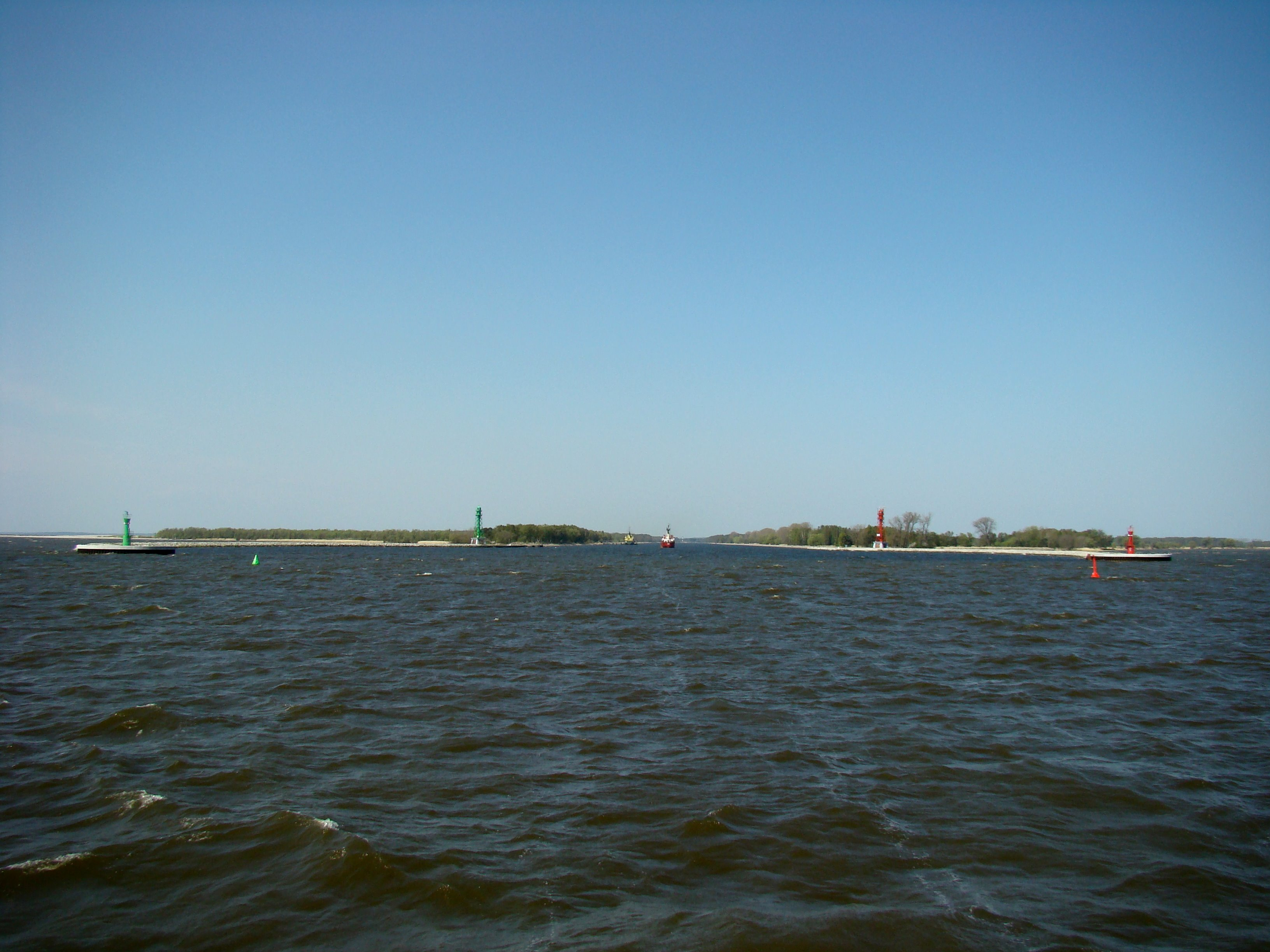
Falochrony bramy torowej Kanału Piastowskiego, Brama Torowa nr 1, Tor wodny Szczecin-Świnoujście (wejście z Zalewu Szczecińskiego)